# Sveti Nikole
Sveti Nikole (in macedone Свети Николе?) è un comune situato nella parte centro-orientale della Macedonia del Nord. La sede municipale è nella località omonima.
Il comune confina con Kumanovo e Kratovo a nord, con Probištip a est, con Štip e Lozovo a sud e con Veles e Petrovec a ovest.
Qua nacque il politico Lazar Koliševski.

## Società

### Evoluzione demografica
Secondo il censimento nazionale del 2002 questo municipio ha 18 497 abitanti. I principali gruppi etnici sono:
- Macedoni: 18 005
- Valacchi: 238
- Altri

## Località
Il comune è formato dall'insieme delle seguenti località:
- Blizanci (Алакинце)
- Azambegovo (Амзабегово)
- Arbasanci (Арбасанци)
- Bogoslovec (Богословец)
- Burilovci (Буриловци)
- Gorno Ğuğance (Горно Ѓуѓанце)
- Gorno Crnilište (Горно Црнилиште)
- Grobinci (Горобинци)
- Delisinci (Делисинци)
- Dolno Ğuğance (Долно Ѓуѓанце)
- Dolno Crnilište (Долно Црнилиште)
- Erďelija (Ерџелија)
- Kadrifakovo (Кадрифаково)
- Knežje (Кнежје)
- Krušica (Крушица)
- Makreš (Макреш)
- Malino (Малино)
- Mezdra (Мездра)
- Mečkuefci (Мечкуевци)
- Mustafino (Мустафино)
- Nemanjica (Немањица)
- Orel (Орел)
- Pavlešenci (Павлешенци)
- Patetino (Патетино)
- Peširovo (Пеширово)
- Preod (Преод)
- Rančinci (Ранчинци)
- Sopot (Сопот)
- Stanulovci (Стануловци)
- Stanjevci (Стањевци)
- Stroimanci (Строиманци)
- Trstenik (Трстеник)
- Sveti Nikole (Свети Никлоле) sede comunale